# Max Andersson (auteur)
Pour les articles homonymes, voir Andersson et Max Andersson.
Max Andersson, né le 28 novembre 1962 à Karesuando, est un auteur de bande dessinée suédois, et un chef de file de l'underground scandinave.

## Biographie
Max Andersson étudie le graphisme à Stockholm de 1982 à 1984, puis part à New York où il étudie le cinéma. De 1984 à 1989, il réalise plusieurs courts-métrages. Il signe ses premières histoires en bande dessinée à partir de 1987 dans des journaux comme Galago, Dagens Nyheter et Aftonbladet, et publie son premier livre, Pixy, en 1992 chez Tago Förlag. Il est aujourd'hui publié dans le monde entier.

## Œuvres

### Ouvrages disponibles en France
- Les étoiles et les cochons (titre original : L'Excavation), 1997.
- Participation à la revue Lapin, n° 14, 17, 23, 26, 27, 28, 29, 30, 31, 32, 33, 34, 35, L'Association, 1997-2006.
- Lamort et Cie, L'Association, coll. « Éperluette », 1998.
- L'Excavation, Les Étoiles et les Cochons, coll. « Schokoriegel » n°13, 1998.
- Pixy, L'Association, coll. « Éperluette », 2000.  (ISBN 978-2-909020-76-1)
- Participation à Comix 2000, L'Association, 1999.
- Bosnian flat dog (dessin), avec Lars Sjunnesson (scénario), L'Association, coll. « Éperluette », 2005.  (ISBN 978-2-84414-163-7)
- Hôpital brut, Le dernier cri
- Participation à Toy comix, L'Association, 2007.
- L'Excavation, L'Association, hors collection, 7 juin 2017.  (ISBN 2844146570)

## Prix
- 1995 :
  - Prix Adamson du meilleur auteur suédois pour l'ensemble de son œuvre
  - Prix Urhunden du meilleur album suédois pour Vakuumneger